# Mistrzostwa Polski Seniorów w Lekkoatletyce 2008
84. Mistrzostwa Polski Seniorów w Lekkoatletyce – zawody lekkoatletyczne, które zostały rozegrane w Szczecinie, na Stadionie im. Wiesława Maniaka, w dniach od 4 do 6 lipca 2008 roku.

## Rezultaty
| NR – rekord Polski \| NL – najlepszy wynik w Polsce w sezonie \| SB – najlepszy wynik w sezonie \| PB – rekord życiowy |

### Mężczyźni
| Konkurencja:                  | 1. miejsce                                                                      | Rezultat | 2. miejsce                                                                           | Rezultat | 3. miejsce                                                                     | Rezultat |
| Bieg na 100 m                 | Dariusz Kuć AZS-AWF Kraków                                                      | 10,27    | Marcin Nowak AZS-AWF Kraków                                                          | 10,33    | Marcin Jędrusiński Śląsk Wrocław                                               | 10,35    |
| Bieg na 200 m                 | Marcin Jędrusiński Śląsk Wrocław                                                | 20,84    | Marcin Urbaś AZS Poznań                                                              | 20,95    | Kamil Kryński Podlasie Białystok                                               | 21,08    |
| Bieg na 400 m                 | Piotr Klimczak Śląsk Wrocław                                                    | 45,74    | Rafał Wieruszewski Orkan Środa Wlkp.                                                 | 45,93    | Piotr Kędzia AZS Łódź                                                          | 45,94    |
| Bieg na 800 m                 | Paweł Czapiewski Lubusz Słubice                                                 | 1:47,08  | Piotr Dąbrowski WLKS Wrocław                                                         | 1:47,32  | Mirosław Formela Sporting Międzyzdroje                                         | 1:48,71  |
| Bieg na 1500 m                | Marcin Lewandowski Ósemka Police                                                | 3:44,94  | Paweł Czapiewski Lubusz Słubice                                                      | 3:44,96  | Bartosz Nowicki MKL Szczecin                                                   | 3:45,60  |
| Bieg na 5000 m                | Michał Kaczmarek Grunwald Poznań                                                | 13:57,69 | Artur Kozłowski MULKS-MOS Sieradz                                                    | 13:57,88 | Kamil Murzyn Cracovia                                                          | 13:57:95 |
| Bieg na 110 m przez płotki    | Artur Noga Warszawianka                                                         | 13,47    | Mariusz Kubaszewski Zawisza Bydgoszcz                                                | 13,88    | Dominik Bochenek Zawisza Bydgoszcz                                             | 13,91    |
| Bieg na 400 m przez płotki    | Marek Plawgo Warszawianka                                                       | 49,26    | Rafał Ostrowski AZS-AWF Katowice                                                     | 50,76    | Jarosław Cichosz AZS Łódź                                                      | 51,12    |
| Bieg na 3000 m z przeszkodami | Tomasz Szymkowiak Orkan Poznań                                                  | 8:25,72  | Marcin Chabowski Wejher Wejherowo                                                    | 8:25,90  | Rafał Snochowski Omega Kleszczów                                               | 8:30,63  |
| Sztafeta 4 × 100 m            | AZS-AWF Kraków Krzysztof Jabłoński Mateusz Pluta Marcin Nowak Dariusz Kuć       | 39,16    | AZS Poznań Jakub Adamski Robert Kubaczyk Błażej Tyburski Marcin Urbaś                | 40,10    | MKL Szczecin Kamil Witkowski Mikołaj Lewański Fabian Ziółkowski Łukasz Rokicki | 40,29    |
| Sztafeta 4 × 400 m            | AZS UWM Olsztyn Tomasz Marks Wojciech Chybiński Michał Podolak Kacper Kozłowski | 3:09,69  | AZS-AWF Warszawa Marcin Piotrowski Szymon Ogonowski Łukasz Trochimiak Daniel Sołodko | 3:09,82  | AZS Łódź Patryk Baranowski Sebastian Porządny Michał Wielgus Piotr Kędzia      | 3:11,66  |
| Skok wzwyż                    | Grzegorz Sposób Start Lublin                                                    | 2,22     | Michał Bieniek AZS-AWF Wrocław                                                       | 2,18     | Piotr Śleboda Olimpia Grudziądz                                                | 2,18     |
| Skok o tyczce                 | Przemysław Czerwiński MKL Szczecin                                              | 5,60     | Łukasz Michalski Zawisza Bydgoszcz                                                   | 5,50     | Adam Kolasa Sporting Międzyzdroje                                              | 5,40     |
| Skok w dal                    | Marcin Starzak AZS-AWF Kraków                                                   | 8,20     | Krzysztof Lewandowski MKL Szczecin                                                   | 8,07     | Tomasz Mateusiak OKLA Stora Enso Ostrołęka                                     | 8,00     |
| Trójskok                      | Paweł Kruhlik AZS-AWF Wrocław                                                   | 16,19    | Jacek Kazimierowski BKS Bydgoszcz                                                    | 16,17    | Mateusz Parlicki AZS-AWF Katowice                                              | 15,95    |
| Pchnięcie kulą                | Tomasz Majewski AZS-AWF Warszawa                                                | 20,50    | Jakub Giża LKS Stal Mielec                                                           | 19,31    | Dominik Zieliński Lechia Gdańsk                                                | 19,13    |
| Rzut dyskiem                  | Piotr Małachowski Śląsk Wrocław                                                 | 65,29    | Konrad Szuster AZS-AWF Warszawa                                                      | 62,34    | Olgierd Stański AZS-AWF Biała Podlaska                                         | 60,69    |
| Rzut młotem                   | Szymon Ziółkowski AZS Poznań                                                    | 77,66    | Maciej Pałyszko KKL Kielce                                                           | 72,62    | Michał Wiercioch AZS-AWF Gorzów Wlkp.                                          | 64,68    |
| Rzut oszczepem                | Igor Janik AZS-AWFiS Gdańsk                                                     | 79,79    | Paweł Rakoczy AZS-AWFiS Gdańsk                                                       | 77,71    | Tomasz Damszel NKS Namysłów                                                    | 77,11    |

### Kobiety
| Konkurencja:                  | 1. miejsce                                                                           | Rezultat | 2. miejsce                                                                                 | Rezultat | 3. miejsce                                                                       | Rezultat |
| Bieg na 100 m                 | Daria Korczyńska Śląsk Wrocław                                                       | 11,29    | Ewelina Klocek Śląsk Wrocław                                                               | 11,45    | Joanna Kocielnik Orzeł Warszawa                                                  | 11,47    |
| Bieg na 200 m                 | Ewelina Klocek Śląsk Wrocław                                                         | 23,38    | Marta Jeschke SKLA Sopot                                                                   | 23,50    | Grażyna Prokopek-Janaček AZS-AWF Warszawa                                        | 23,57    |
| Bieg na 400 m                 | Monika Bejnar AZS-AWF Warszawa                                                       | 52,12    | Grażyna Prokopek-Janaček AZS-AWF Warszawa                                                  | 52,18    | Jolanta Wójcik Technik Trzcinica                                                 | 52,52    |
| Bieg na 800 m                 | Anna Rostkowska Athletics Jakać Młoda                                                | 2:01,90  | Ewelina Sętowska-Dryk AZS-AWF Warszawa                                                     | 2:02,50  | Agnieszka Sowińska Sporting Międzyzdroje                                         | 2:03,21  |
| Bieg na 1500 m                | Sylwia Ejdys AZS-AWF Wrocław                                                         | 4:15,56  | Renata Pliś Maraton Świnoujście                                                            | 4:16,29  | Anna Jakubczak Agros Zamość                                                      | 4:17,72  |
| Bieg na 5000 m                | Wioletta Janowska AZS-AWF Kraków                                                     | 15:36,44 | Justyna Bąk Piętka Katowice                                                                | 15:57,26 | Karolina Jarzyńska Piętka Katowice                                               | 16:05,60 |
| Bieg na 100 m przez płotki    | Aurelia Trywiańska-Kollasch AZS-AWF Warszawa                                         | 12,91    | Joanna Kocielnik Orzeł Warszawa                                                            | 13,11    | Kaja Tokarska AZS-AWF Warszawa                                                   | 13,42    |
| Bieg na 400 m przez płotki    | Małgorzata Pskit AZS-AWF Wrocław                                                     | 56,36    | Aneta Jakóbczak AZS Poznań                                                                 | 58,12    | Marta Chrust-Rożej AZS-AWF Wrocław                                               | 58,27    |
| Bieg na 3000 m z przeszkodami | Katarzyna Kowalska Vectra Włocławek                                                  | 9:53,93  | Justyna Korytkowska Prefbet Śniadowo Łomża                                                 | 10:24,51 | Iwona Lewandowska Vectra Włocławek                                               | 10:26,80 |
| Sztafeta 4 × 100 m            | AZS-AWF Warszawa Kaja Tokarska Anna Jesień Monika Bejnar Aurelia Trywiańska-Kollasch | 45,62    | AZS Poznań Anna Kaźmierska Aneta Jakóbczak Monika Wieczorkiewicz Dorota Jędrusińska        | 46,22    | AZS-AWF Wrocław Joanna Kacperek Monika Nabiałek Iwona Ziółkowska Katarzyna Szuba | 46,27    |
| Sztafeta 4 × 400 m            | AZS-AWF Warszawa Dorota Udałow Ewelina Sętowska-Dryk Justyna Zembrzuska Anna Jesień  | 3:38,07  | AZS-AWF II Warszawa Edyta Grzyb Monika Bejnar Gabriela Blicharska Grażyna Prokopek-Janaček | 3:39,03  | AZS-AWF Kraków Alicja Smyrska Izabela Suder Anna Wolarek Katarzyna Janecka       | 3:59,38  |
| Skok wzwyż                    | Kamila Stepaniuk Podlasie Białystok                                                  | 1,89     | Karolina Gronau AZS-AWF Biała Podlaska                                                     | 1,87     | Karolina Błażej AZS-AWF Kraków                                                   | 1,78     |
| Skok o tyczce                 | Monika Pyrek MKL Szczecin                                                            | 4,70     | Anna Rogowska SKLA Sopot                                                                   | 4,40     | Joanna Piwowarska AZS-AWF Warszawa                                               | 4,20     |
| Skok w dal                    | Teresa Dobija AZS Łódź                                                               | 6,58     | Małgorzata Trybańska Warszawianka                                                          | 6,49     | Karolina Tymińska AZS-AWFiS Gdańsk                                               | 6,41     |
| Trójskok                      | Liliana Zagacka Krokus Astroma Leszno                                                | 13,74    | Małgorzata Trybańska Warszawianka                                                          | 13,66    | Aneta Sadach Geotermia Uniejów                                                   | 13,63    |
| Pchnięcie kulą                | Krystyna Zabawska Podlasie Białystok                                                 | 17,39    | Agnieszka Bronisz Płomień Sosnowiec                                                        | 16,80    | Magdalena Sobieszek AZS-AWF Warszawa                                             | 16,63    |
| Rzut dyskiem                  | Joanna Wiśniewska Gwardia Warszawa                                                   | 61,26    | Agnieszka Jarmużek AZS-AWF Biała Podlaska                                                  | 58,92    | Żaneta Glanc AZS Poznań                                                          | 58,02    |
| Rzut młotem                   | Kamila Skolimowska Gwardia Warszawa                                                  | 71,71    | Anita Włodarczyk AZS-AWF Poznań                                                            | 71,71    | Katarzyna Kita Agros Zamość                                                      | 66,52    |
| Rzut oszczepem                | Urszula Piwnicka SKLA Sopot                                                          | 59,86    | Barbara Madejczyk Jantar Ustka                                                             | 59,51    | Joanna Bałdyga AZS-AWF Warszawa                                                  | 55,44    |

## Chód na 50 km
Zawody mistrzowskie w chodzie na 50 kilometrów mężczyzn odbyły się 29 marca w Dudincach na Słowacji.
| Konkurencja:  | 1. miejsce                    | Rezultat | 2. miejsce                      | Rezultat | 3. miejsce                     | Rezultat |
| Chód na 50 km | Grzegorz Sudoł AZS-AWF Kraków | 3:45:47  | Artur Brzozowski Znicz Biłgoraj | 3:59:43  | Maciej Rosiewicz UKS 12 Kalisz | 4:00:53  |

## Biegi przełajowe
80. mistrzostwa Polski w biegach przełajowych rozegrano 16 marca w Kwidzynie. Kobiety rywalizowały na dystansie 4 km, a mężczyźni na 8 km.

### Mężczyźni
| Konkurencja:           | 1. miejsce                        | Rezultat | 2. miejsce                    | Rezultat | 3. miejsce              | Rezultat |
| Bieg przełajowy (8 km) | Marcin Chabowski Wejher Wejherowo | 24:13    | Karol Rzeszewicz Zantyr Sztum | 24:16    | Rafał Wójcik KKL Kielce | 24:22    |

### Kobiety
| Konkurencja:           | 1. miejsce                          | Rezultat | 2. miejsce                     | Rezultat | 3. miejsce                       | Rezultat |
| Bieg przełajowy (4 km) | Katarzyna Kowalska Vectra Włocławek | 13:14    | Dominika Główczewska SKL Sopot | 13:33    | Agnieszka Ciołek AZS-AWF Wrocław | 13:54    |

## Maraton
Mistrzostwa Polski w maratonie kobiet i mężczyzn zostały rozegrane 13 kwietnia w Dębnie.

### Mężczyźni
| Konkurencja: | 1. miejsce                   | Rezultat | 2. miejsce              | Rezultat | 3. miejsce                      | Rezultat |
| Maraton      | Henryk Szost Grunwald Poznań | 2:11:58  | Rafał Wójcik KKL Kielce | 2:13:02  | Adam Draczyński Grunwald Poznań | 2:12:27  |

### Kobiety
| Konkurencja: | 1. miejsce                       | Rezultat | 2. miejsce                 | Rezultat | 3. miejsce                | Rezultat |
| Maraton      | Monika Drybulska Grunwald Poznań | 2:33:42  | Edyta Lewandowska RKS Łódź | 2:36:22  | Ewa Grzesik LKS Polkowice | 3:07:41  |

## Bieg na 10 000 m
Zawody mistrzowskie w biegu na 10 000 metrów kobiet i mężczyzn odbyły się 3 maja w Kozienicach.

### Mężczyźni
| Konkurencja:     | 1. miejsce                        | Rezultat | 2. miejsce                       | Rezultat | 3. miejsce                        | Rezultat |
| Bieg na 10 000 m | Marcin Chabowski Wejher Wejherowo | 28:44,09 | Michał Smalec Podlasie Białystok | 28:57,73 | Artur Kozłowski MULKS-MOS Sieradz | 29:17:82 |

### Kobiety
| Konkurencja:     | 1. miejsce                          | Rezultat | 2. miejsce                       | Rezultat | 3. miejsce                     | Rezultat |
| Bieg na 10 000 m | Wioletta Frankiewicz AZS-AWF Kraków | 32:53,67 | Agnieszka Ciołek AZS-AWF Wrocław | 34:32,09 | Eliza Gawryluk AZS UWM Olsztyn | 34:39,23 |

## Wieloboje
Mistrzostwa w dziesięcioboju mężczyzn i w siedmioboju kobiet zostały rozegrane 6 i 7 czerwca w Zielonej Górze.

### Mężczyźni
| Konkurencja:  | 1. miejsce                      | Rezultat  | 2. miejsce                 | Rezultat  | 3. miejsce                       | Rezultat  |
| Dziesięciobój | Marcin Dróżdż Zawisza Bydgoszcz | 7637 pkt. | Dawid Pyra AZS-AWF Wrocław | 7597 pkt. | Łukasz Płaczek Zawisza Bydgoszcz | 7401 pkt. |

### Kobiety
| Konkurencja: | 1. miejsce                      | Rezultat  | 2. miejsce                      | Rezultat  | 3. miejsce                            | Rezultat  |
| Siedmiobój   | Kamila Chudzik AZS-AWFiS Gdańsk | 6494 pkt. | Elżbieta Druzd AZS-AWF Warszawa | 5310 pkt. | Karolina Szablewska Zawisza Bydgoszcz | 5112 pkt. |

## Chód na 20 km
Mistrzostwa w chodzie na 20 kilometrów kobiet i mężczyzn zostały rozegrane 22 czerwca w Rumi.

### Mężczyźni
| Konkurencja:  | 1. miejsce                    | Rezultat | 2. miejsce                         | Rezultat | 3. miejsce                    | Rezultat |
| Chód na 20 km | Grzegorz Sudoł AZS-AWF Kraków | 1:23:01  | Rafał Fedaczyński AZS-AWF Katowice | 1:23:44  | Rafał Augustyn AZS-AWF Kraków | 1:24:00  |

### Kobiety
| Konkurencja:  | 1. miejsce                        | Rezultat | 2. miejsce                      | Rezultat | 3. miejsce                  | Rezultat |
| Chód na 20 km | Agnieszka Dygacz AZS-AWF Katowice | 1:34:57  | Katarzyna Kwoka Resovia Rzeszów | 1:36:34  | Paulina Buziak Sokół Mielec | 1:40:44  |

## Bieg 24-godzinny
Pierwsze mistrzostwa Polski mężczyzn w biegu 24 godzinnym odbyły się w czerwcu w Krakowie.
| Konkurencja:     | 1. miejsce                           | Rezultat     | 2. miejsce                      | Rezultat     | 3. miejsce                       | Rezultat    |
| Bieg 24-godzinny | Waldemar Pędzich ALKS Kurp Ostrołęka | 243 km 621 m | Tadeusz Ruta WKB Meta Lubliniec | 234 km 801 m | August Jakubik Pogoń Ruda Śląska | 226 km 20 m |

## Półmaraton
Mistrzostwa Polski w półmaratonie rozegrano 7 września w Pile.

### Mężczyźni
| Konkurencja: | 1. miejsce                        | Rezultat | 2. miejsce                       | Rezultat | 3. miejsce                 | Rezultat |
| Półmaraton   | Artur Kozłowski MULKS-MOS Sieradz | 1:04:29  | Michał Kaczmarek Grunwald Poznań | 1:04:46  | Paweł Ochal MUKS Bydgoszcz | 1:04:53  |

### Kobiety
| Konkurencja: | 1. miejsce                   | Rezultat | 2. miejsce                 | Rezultat | 3. miejsce                    | Rezultat |
| Półmaraton   | Agnieszka Gortel AKS Chorzów | 1:14:48  | Edyta Lewandowska RKS Łódź | 1:14:54  | Marzena Kłuczyńska AZS Poznań | 1:15:20  |